# Kingsland (Texas)
Pour les articles homonymes, voir Kingsland.
Kingsland est une census-designated place située dans le comté de Llano, dans l’État du Texas, aux États-Unis. Sa population s’élevait à 7 134 habitants lors du recensement de 2020.